# امیر تورگمن

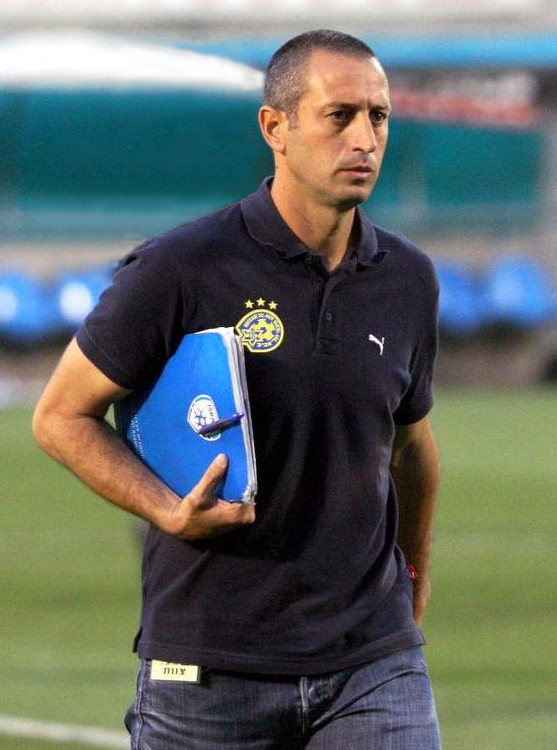
نگاره‌ای از امیر تورگمن، مربی فوتبال - ۲۰۱۴

امیر تورگمن (به عبری: עמיר תורג'מן، زادهٔ ۱۰ مه ۱۹۷۲) بازیکن سابق فوتبال اهل اسرائیل است. او در حال حاضر مربی‌گری باشگاه فوتبال هاپوئل کفار سابا را به‌عهده دارد.